# Medalla de la Guerra del Golf
| Medalla del Golf | Medalla del Golf |
| Anvers           |                  |
| ---------------- | ---------------- |
|                  |                  |
| Galó             |                  |
| Galó             |                  |

La Medalla de la Guerra del Golf (anglès: Gulf War Medal) és una medalla de campanya aprovada el 1992, per ser atorgada als membres de les Forces Armades britàniques que van servir a Kuwai i a l'Aràbia Saudita durant l'Operació Granby (l'Alliberament de Kuwait) el 1990-91.
La medalla era atorgada al personal que haguessin acomplert 30 dies de servei continuat a l'Orient Mitjà (en una zona definida d'operacions, que incloïa Xipre) entre el 2 d'agost de 1990 i el 7 de març de 1991. Es van autoritzar 2 barres per aquells que van servir a Kuwait duran la invasió de Kuwait i per aquells que van prendre part en les operacions per alliberar Kuwait. La barra s'indicava mitjançant una roseta al sobre el galó.
En total, la concessió de medalles als membres de les Forces Armades va ser com segueix:
| Servei        | Medalla sola | Barra 2 Aug 1990 | Barra 16 Jan to 28 Feb 1991 | Total  |
| ------------- | ------------ | ---------------- | --------------------------- | ------ |
| Royal Navy    | 2,409        | Nil              | 3,942                       | 6,351  |
| Royal Marines | 130          | Nil              | 407                         | 537    |
| Exèrcit       | 4,093        | 46               | 34,692                      | 38,831 |
| RAF           | 5,673        | 20               | 8,275                       | 13,968 |
| Total         | 12,305       | 66               | 47,316                      | 59,687 |

A més, uns 1.500 civils (britànics, estatunidencs, australians, canadencs i neozelandesos), membres del British Aerospace que treballaven a Dahran i Riyadh també van rebre la medalla amb la barra 16th Jan to 28th Feb.

## Disseny
Una medalla circular, de lliga de coure i níquel de 36mm de diàmetre. A l'anvers apareix l'efígie coronada de la Reina Elisabet II i la llegenda "ELIZABETH II DEI GRATIA REGINA FID. DEF.". Al revers apareix la inscripció "THE GULF MEDAL 1990-91" i un símbol del cadascun dels serveis (una àncora, una àliga i un fusell automàtic).
Penja d'una cinta de color terra, amb una barra tricolor a les puntes simbolitzant els 3 serveis de les Forces Armades: blau marí (Royal Navy), vermell (Exèrcit) i blau clar (RAF)

### Barres
- 2 Aug 1990  – atorgada als membres de l'equip d'enllaç a Kuwait que estaven a Kuwait fins a aquella data
- 16 Jan-28 Feb 1991 – atorgada per 7 dies de servei continuat entre aquelles dates al teatre d'operacions designat. La barra significava el servei durant la guerra.